# Pieter Zandbergen
Pieter Jacobus (Piet) Zandbergen (Schiedam, 13 juni 1933 − Lochem, 12 januari 2018) was een Nederlandse wiskundige en hoogleraar toegepaste analyse en specialist in aero- en vloeistofdynamica.
Zandbergen studeerde van 1950 tot 1955 vliegtuigbouwkunde in Delft. Hij promoveerde in 1962 in Delft op het gedrag van supersonische geluidsgolven rondom lichamen. Hij werkte van 1955 tot 1966 bij het Nationaal Lucht- en Ruimtevaartlaboratorium in Amsterdam. In 1966 werd hij aan de toenmalige Technische Hogeschool Twente benoemd tot hoogleraar werktuigbouwkunde, en in 1966 tot hoogleraar Toegepaste Analyse en Mathematische Fysica. Van 1971 tot 1974 was hij rector magnificus van de Universiteit Twente. Hij ging in 1998 met emeritaat waarbij hij een afscheidsrede hield en hem een bundel werd aangeboden.
Zandbergen werd in 1980 benoemd tot lid van de Koninklijke Nederlandse Akademie van Wetenschappen (KNAW), en was vanaf 1990 daarvan vice-president en tevens voorzitter van de afdeling Natuurkunde. Hij was van 1996 tot 1999 president van de KNAW. Hij volgde als president de psycholoog Piet Drenth op, die de functie zes jaar vervulde.
Zandbergen was Commandeur in de Orde van de Nederlandse Leeuw. Zandbergen overleed begin 2018 op 84-jarige leeftijd.